# Saint-Ouen-du-Tilleul
Saint-Ouen-du-Tilleul és un municipi francès situat al departament de l'Eure i a la regió de Normandia. L'any 2007 tenia 1.561 habitants.

## Demografia

### Població
El 2007 la població de fet de Saint-Ouen-du-Tilleul era de 1.561 persones. Hi havia 596 famílies de les quals 112 eren unipersonals (48 homes vivint sols i 64 dones vivint soles), 240 parelles sense fills, 216 parelles amb fills i 28 famílies monoparentals amb fills.
La població ha evolucionat segons el següent gràfic:
Habitants censats

### Habitatges
El 2007 hi havia 620 habitatges, 599 eren l'habitatge principal de la família, 10 eren segones residències i 11 estaven desocupats. 579 eren cases i 40 eren apartaments. Dels 599 habitatges principals, 511 estaven ocupats pels seus propietaris, 79 estaven llogats i ocupats pels llogaters i 9 estaven cedits a títol gratuït; 13 tenien una cambra, 27 en tenien dues, 60 en tenien tres, 164 en tenien quatre i 335 en tenien cinc o més. 463 habitatges disposaven pel capbaix d'una plaça de pàrquing. A 212 habitatges hi havia un automòbil i a 344 n'hi havia dos o més.

### Piràmide de població
La piràmide de població per edats i sexe el 2009 era:
| Homes | Edats   | Dones |
| ----- | ------- | ----- |
| 0     | 95 o +  | 0     |
| 8     | 90 a 94 | 12    |
| 4     | 85 a 89 | 4     |
| 4     | 80 a 84 | 4     |
| 8     | 75 a 79 | 12    |
| 12    | 70 a 74 | 24    |
| 32    | 65 a 69 | 24    |
| 68    | 60 a 64 | 60    |
| 36    | 55 a 59 | 40    |
| 44    | 50 a 54 | 64    |
| 105   | 45 a 49 | 77    |
| 52    | 40 a 44 | 60    |
| 36    | 35 a 39 | 64    |
| 40    | 30 a 34 | 24    |
| 28    | 25 a 29 | 40    |
| 40    | 20 a 24 | 20    |
| 56    | 15 a 19 | 76    |
| 52    | 10 a 14 | 52    |
| 32    | 5 a 9   | 28    |
| 40    | 0 a 4   | 16    |

## Economia
El 2007 la població en edat de treballar era de 991 persones, 723 eren actives i 268 eren inactives. De les 723 persones actives 681 estaven ocupades (354 homes i 327 dones) i 42 estaven aturades (18 homes i 24 dones). De les 268 persones inactives 127 estaven jubilades, 75 estaven estudiant i 66 estaven classificades com a «altres inactius».

### Ingressos
El 2009 a Saint-Ouen-du-Tilleul hi havia 602 unitats fiscals que integraven 1.544,5 persones, la mediana anual d'ingressos fiscals per persona era de 21.623 €.

### Activitats econòmiques
Dels 50 establiments que hi havia el 2007, 1 era d'una empresa alimentària, 1 d'una empresa de fabricació d'altres productes industrials, 5 d'empreses de construcció, 13 d'empreses de comerç i reparació d'automòbils, 1 d'una empresa de transport, 4 d'empreses d'hostatgeria i restauració, 1 d'una empresa d'informació i comunicació, 1 d'una empresa financera, 2 d'empreses immobiliàries, 8 d'empreses de serveis, 10 d'entitats de l'administració pública i 3 d'empreses classificades com a «altres activitats de serveis».
Dels 11 establiments de servei als particulars que hi havia el 2009, 5 eren tallers de reparació d'automòbils i de material agrícola, 1 paleta, 1 lampisteria, 1 perruqueria, 2 restaurants i 1 saló de bellesa.
Dels 3 establiments comercials que hi havia el 2009, 1 era una botiga de més de 120 m², 1 una botiga de menys de 120 m² i 1 una botiga de material de revestiment de parets i terra.
L'any 2000 a Saint-Ouen-du-Tilleul hi havia 11 explotacions agrícoles.

## Equipaments sanitaris i escolars
El 2009 hi havia 1 hospital de tractaments de mitja durada (seguiment i rehabilitació) i 1 farmàcia.
El 2009 hi havia 1 escola maternal i 1 escola elemental.

## Poblacions properes
El següent diagrama mostra les poblacions més properes.